# Piran (miasto)
Piran (wł. Pirano) – miasto w Słowenii, siedziba gminy Piran. 
Liczy nieco ponad 4 tysiące mieszkańców. Łącznie z kurortami Portorož i Lucija (z którymi w latach 1912–1953 łączyła je linia tramwajowa), tworzy około 17-tysięczną aglomerację. Jej liczebność przykładowo wynosiła w 1999 roku – 17 414, a w 2008 – 17 491 mieszkańców. 
Położone na wydłużonym, skalistym morskim cyplu, jest jednym z najatrakcyjniejszych turystycznie miejsc nad słoweńskim Adriatykiem. Swą architekturą o przypomina włoską Wenecję, do której wraz z Istrią należało w przeszłości. Z tego okresu pochodzi większość zabudowy, a także imponujące średniowieczne mury, oddzielające miasto od reszty lądu. Nad miastem góruje usytuowany nad skalnym urwiskiem kościół pod wezwaniem patrona miasta – św. Jerzego (dawniej gotycki), w kształcie pochodzącym z XVI-XVII wieku (w stylu palladiańskim) wraz z sąsiadującą 47-metrową kampanilą (zvonik).
Reprezentacyjny plac Tartiniego (Tartinijev trg) powstał pod koniec XIX wieku, po zasypaniu wewnętrznego basenu portowego (1894). Mieści się przy nim ratusz i budynek sądu oraz zachowana z obwarowań brama św. Jerzego (Vrata sv. Jurija). Znajduje się tam również brązowa statua Giuseppe Tartiniego oraz pochodzący z XIV w. jego dom rodzinny, w którym umieszczono muzeum poświęcone życiu i twórczości artysty.

## Historia
Obszar Piranu był zasiedlony od czasów antycznych, a nazwa miasta wywodzi się od greckiego pyrá (πυρά), oznaczającego ognisko, ponieważ na krańcu półwyspu zapalano ogień jako punkt orientacyjny dla statków płynących do portu Koper. Niekiedy wywodzona jest też od określenia pýrranos (πύρρανος) – czerwony, co odnosi się do barwy okolicznych skał.
Piran był liczącym się ośrodkiem już w średniowieczu, od VII wieku uznając zwierzchność cesarzy bizantyjskich, po raz pierwszy też będąc wymieniony w źródłach jako Piranòn (Πιρανὸν). W 1283 wraz z wybrzeżem Istrii przeszedł pod władzę Republiki Weneckiej, co oznaczało długotrwały okres rozwoju i rosnącego dobrobytu, (głównie dzięki bogaceniu się na pośrednictwie w handlu solą). Miasto otoczono wówczas (1475-1543) potężnym systemem fortyfikacji w przewidywaniu wzrastającego zagrożenia tureckiego. Po upadku potęgi Wenecji (1797) Piran przeszedł pod panowanie Habsburgów. Przejściowo (1809-1815) miasto należało do stworzonych przez Napoleona tzw. Prowincji Iliryjskich, lecz po kongresie wiedeńskim ponownie znalazło się w składzie państwa austriackiego. Konkurencja z prężniej rozwijającym się Triestem skutkowała dla Piranu okresem pogłębiającej się stagnacji aż do I wojny światowej. Po zakończeniu wielkiego konfliktu Piran przyznano państwu włoskiemu, w którego granicach pozostawał do wybuchu kolejnej wojny. W 1945 został zajęty przez wojska jugosłowiańskie; po ustanowieniu w 1947 Wolnego Terytorium Triestu miasto znalazło się w strefie wybrzeża pod kontrolą zmilitaryzowanej administracji jugosłowiańskiej. Do Jugosławii Piran został włączony (z przekazaniem administracji cywilnej) jesienią 1954.

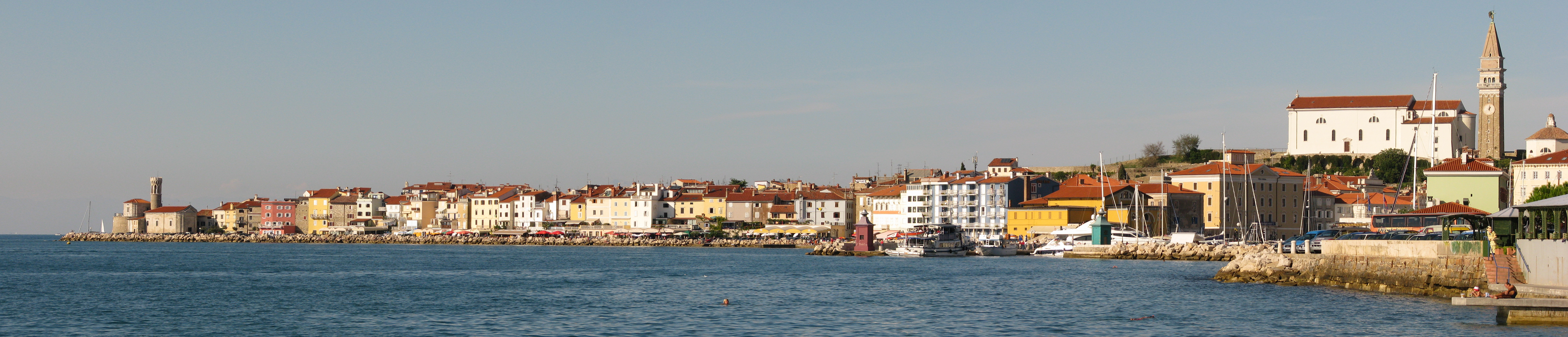
Widok nadbrzeżnej części miasta

## Demografia
Do lat pięćdziesiątych XX wieku większość w Piranie stanowiła ludność włoskojęzyczna. Dopiero po przejęciu Piranu przez władze Jugosławii (1954) ta sytuacja uległa zmianie wskutek emigracji większości włoskojęzycznych mieszkańców. Język włoski nadal ma jednak nadal obok słoweńskiego status języka urzędowego. W trakcie ostatniego spisu powszechnego (2002) 72% mieszkańców gminy Piran podało jako swój ojczysty język słoweński, 13% chorwacki, a 8% włoski.

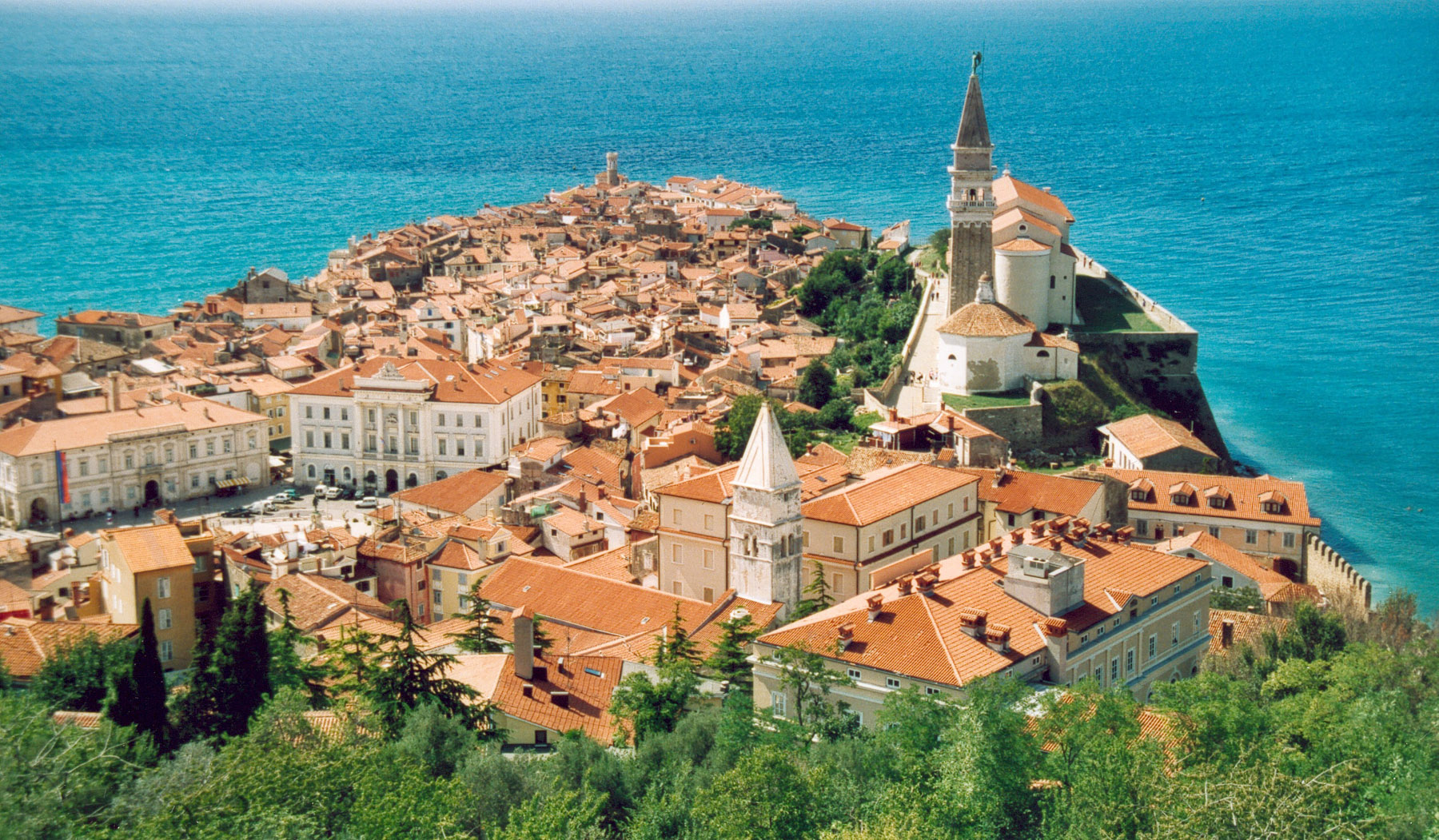
Ogólny widok Starego Miasta
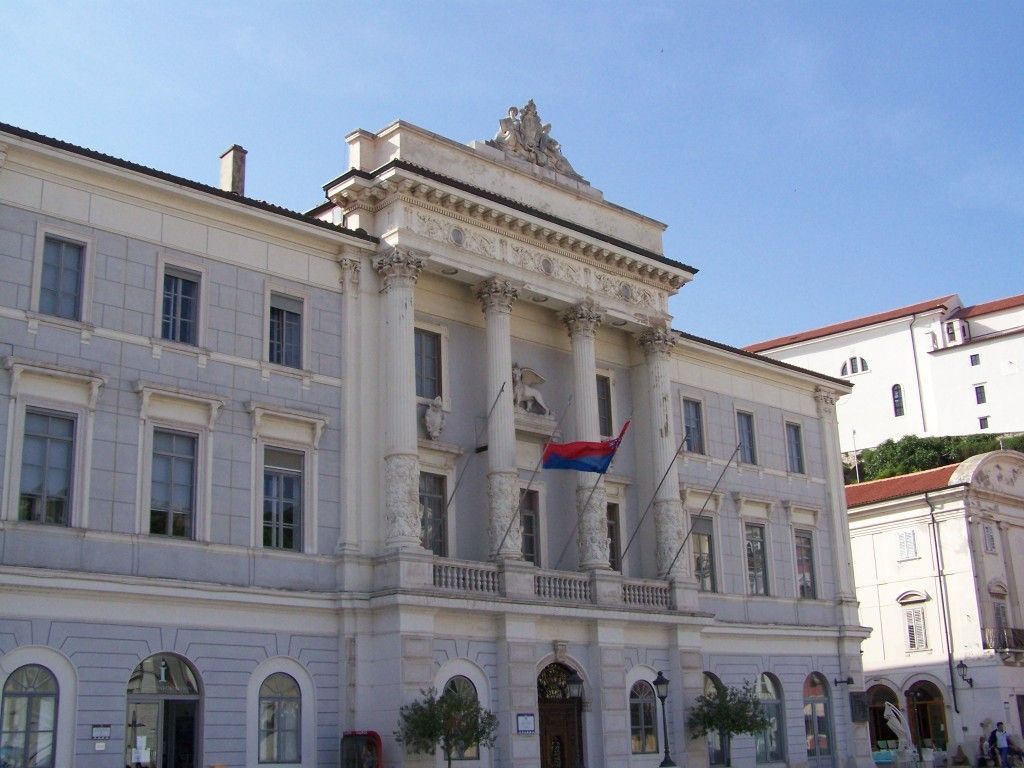
Fasada ratusza
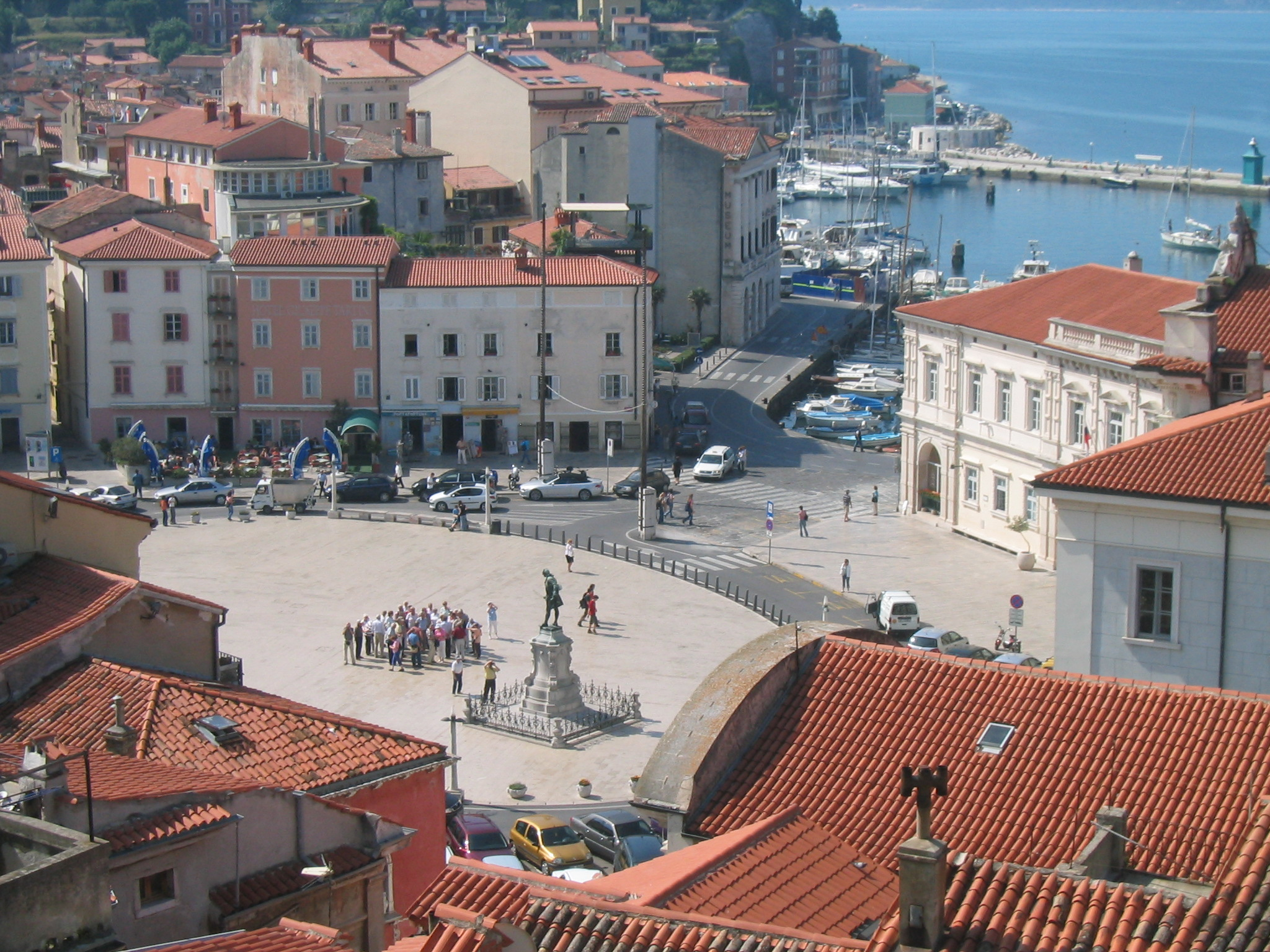
Rynek – plac Tartiniego
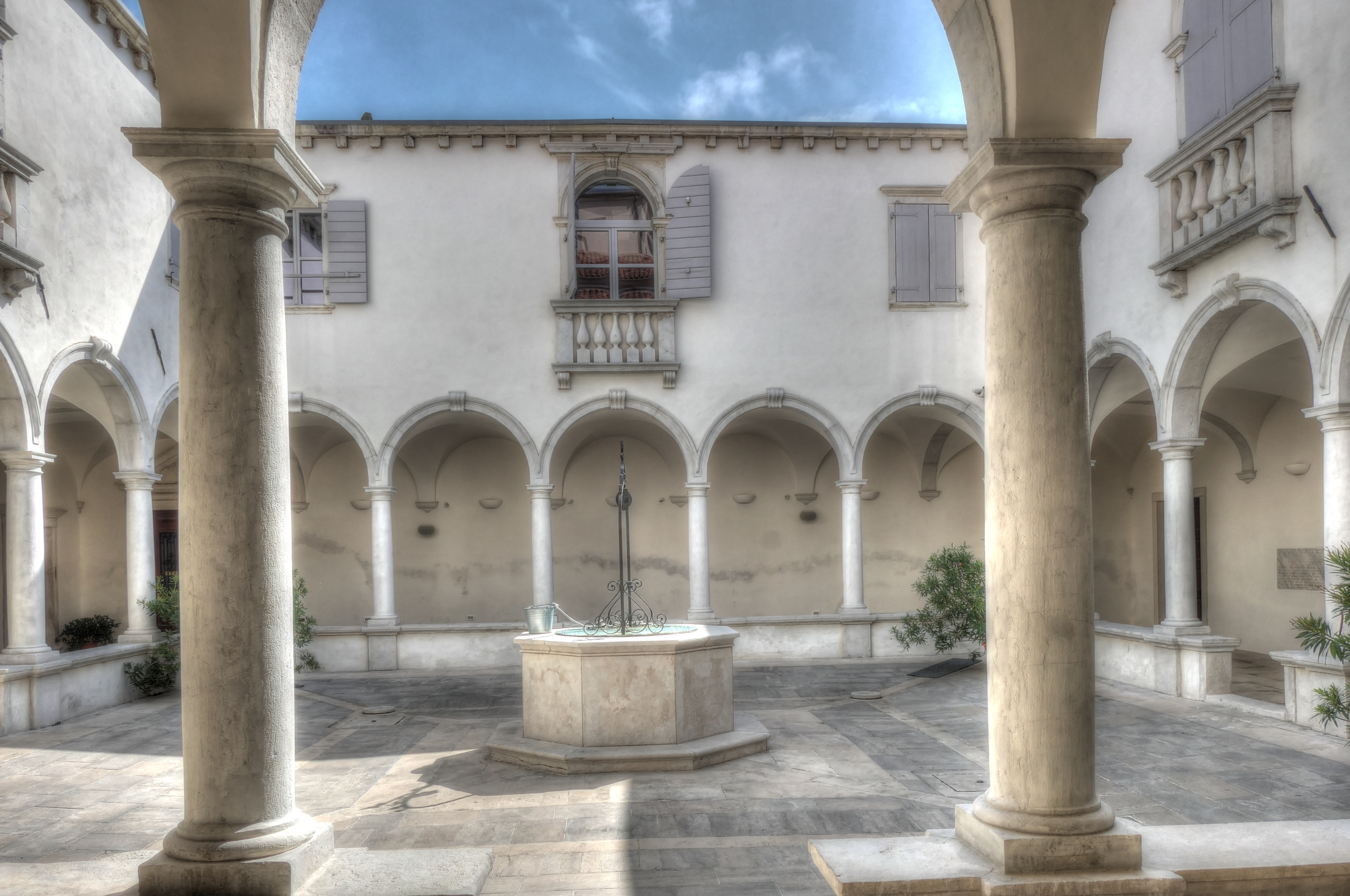
Dziedziniec klasztoru franciszkanów
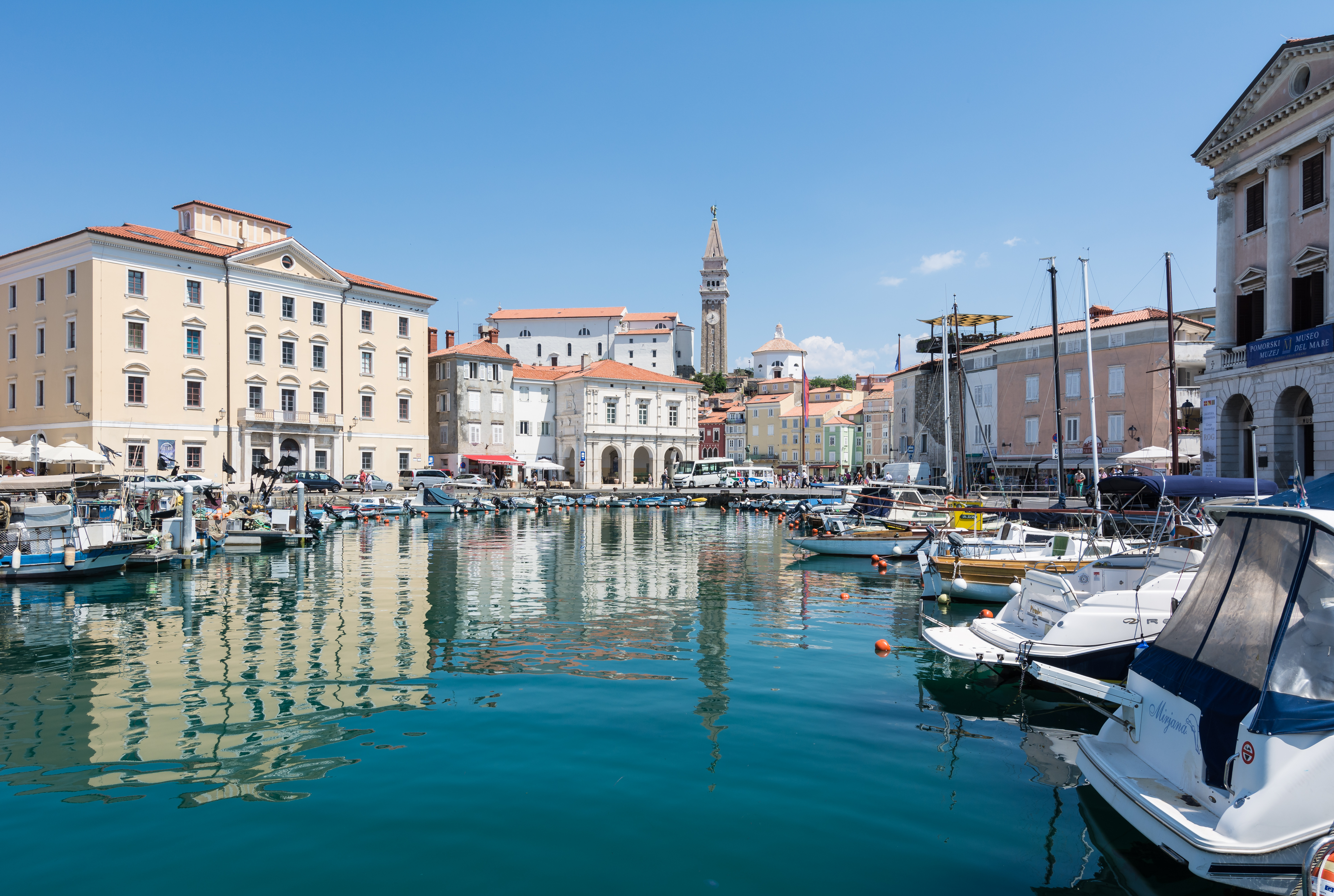
Turystyczna część portowa

## Zabytki
(na podstawie cytowanego źródła)
- Kościół pw. św. Piotra (cerkev sv. Petra), najstarszy (z 1272), przebudowany przez Włochów w 1818
- Kościół pw. Matki Boskiej Śnieżnej (cerkev Marije Snežne) fundowany w XIV wieku
- Klasztor franciszkanów (Minoritski samostan) wzniesiony 1301-1318, po XVIII-wiecznej przebudowie
- Kościół pw. Matki Boskiej Pocieszenia (cerkev Marije Tolažnice) z 1493, przebudowany w XVII-wiecznym baroku
- Brama Dolfina (Dolfinova vrata), gotycka (1483), z fundacji burmistrza Dolfina
- Kamienica „Wenecjanka” (Benečanka) z połowy XV wieku
- Fortyfikacje miejskie z lat 1470-1534 z zachowanymi bramami Rašpor i pozostałościami murów
- Pałac Gabrielli (palača Gabrielle) z XVII w., mieszczący muzeum morskie z modelami dawnych statków
- Kościół pw. św. Klemensa (cerkev sv. Klementa), budowla obecnie barokowa, o XIII-wiecznym pochodzeniu
- Kościół pw. św. Jerzego (cerkev sv. Jurija), główna świątynia miasta z dzwonnicą, z okresu po 1590-1637
- Baptysterium (Krstilnica) z 1650 r. przy kościele św. Jerzego

## Sport
W Piranie znajduje się wielofunkcyjny Stadion Pod Obzidjem, służący do rozgrywania meczów piłki nożnej i będący macierzystym stadionem drużyny piłkarskiej NK Portorož Piran. Obecnie może pomieścić 750 widzów, z czego 500 na miejscach siedzących.

## Komunikacja
W pobliżu miasta znajduje się międzynarodowe lotnisko i przystań jachtowa. Nadajnik średniofalowy Radia Koper znajduje się w Piranie. Nadaje na częstotliwości 1170 kHz wykorzystując maszt z odciągami o wysokości 123,6 m, z anteną klatkową. Miasto jest połączone tanią linią autobusową z Koperem, Izolą, Portorožem (lokalizacja lotniska), Sečovljem i Luciją. Linie pozostałych miejscowości nadmorskich kursują głównie w sezonie turystycznym.

## Miasta partnerskie
- Acqualagna
- Akwileja
- Bjugn
- Castel Goffredo
- Indianapolis
- Łańcut
- Keszthely
- Ochryda
- Valletta
- Wenecja
- Vis